# Au service du droit
Pour plus de détails, voir Fiche technique et Distribution.
Au service du droit (The Lone Defender) est un film américain réalisé par Richard Thorpe, sorti en 1934.

## Synopsis
Juan Valdez, un prospecteur, est assassiné par un bandit, Cactus Kid, dans le but de récupérer le plan qui mène à l'emplacement secret de sa mine d'or, plan qui est en fait caché dans sa montre à gousset. Rinty, le chien de Valdez, a vu les agresseurs, mais ceux-ci espèrent qu'il les conduira à la mine. Dolores, la fille de Valdez, a récupéré la montre de son père, et espère retrouver la mine et la faire enregistrer à son nom.
Ramon, un homme habillé à la mexicaine, se trouve souvent sur le chemin des bandits, et va aider Dolores. Il s'avérera finalement être un agent du ministère de la Justice.

## Fiche technique
- Titre original : The Lone Defender
- Réalisation : Richard Thorpe
- Scénario : William P. Burt, Bennett Cohen, Harry L. Fraser
- Photographie : Ernest Miller, Benjamin H. Kline
- Son : Harvey Cunningham
- Montage : Fred Baine, Wyndham Gittens
- Production : Nat Levine
- Société de production : Mascot Pictures
- Pays de production :  États-Unis
- Langue originale : anglais
- Format : noir et blanc — 35 mm — 1,37:1 — son Mono
- Genre : Western
- Durée totale : 6 bobines
- Date de sortie :
  - États-Unis : juin 1934

## Distribution
- Rintintin : Rinty
- Walter Miller : Ramon
- June Marlowe : Dolores Valdez
- Josef Swickard : Juan Valdez
- Buzz Barton : Buzz
- Lee Shumway : Amos Harkey
- Julia Bejarano : Maria, la duègne
- Lafe McKee : Shérif Billings
- Arthur Morrison : Limpy
- Frank Lanning : Burke
- Bob Kortman : Jenkins
- Victor Metzetti : Red

## Autour du film
- Ce film est en fait un montage réalisé à partir d'un serial sorti en 1930 sous le même titre The Lone Defender.